# Stazione di Noborito
La stazione di Noborito (登戸駅?, Noborito-eki) è una stazione ferroviaria di interscambio situata nel quartiere di Tama-ku della città di Kawasaki, nella prefettura di Kanagawa in Giappone. La stazione è in realtà costituita dalle stazioni della JR East e delle Ferrovie Odakyū integrate in un unico complesso.

## Linee
East Japan Railway Company
■ Linea Nambu
 Ferrovie Odakyū
● Linea Odakyū Odawara

## Struttura

### Stazione JR
La stazione JR è realizzata in superficie con un marciapiede laterale e uno a isola con tre binari totali. Il fabbricato viaggiatori è sospeso sopra i binari ed è presente un'unica zona tornelli. Sono presenti due uscite (uscita sud, Ikuta-ryokuchiguchi e uscita nord, Tamagawaguchi)
| 1   | ■ Linea Nambu |  | per Fuchū-Hommachi e Tachikawa                      |
| 2-3 | ■ Linea Nambu |  | per Musashi-Mizonokuchi, Musashi-Kosugi, e Kawasaki |

### Stazione Odakyū
La stazione Odakyū è realizzata su viadotto, e qui il quadruplicamento dei binari passa a tre binari. Sono presenti quindi una banchina a isola e una laterale. Il triplicamento dei binari è stato completato nel 2009, così come un restyling della stazione.
| 2   | ● Linea Odakyū Odawara |  | per Sagami-Ōno, Odawara, Hakone-Yumoto e Katase-Enoshima |
| 3-4 | ● Linea Odakyū Odawara |  | per Shin-Yurigaoka, Shinjuku e linea Chiyoda             |

## Stazioni adiacenti
| «                           | Servizio              | »              |
| Linea Nambu                 | Linea Nambu           | Linea Nambu    |
| --------------------------- | --------------------- | -------------- |
| Shukugawara                 | Locale                | Nakanoshima    |
| Musashi-Mizonokuchi         | Rapido                | Nakanoshima    |
| Linea Odakyū Odawara        |                       |                |
| Izumi-Tamagawa              | Locale Semiesp. sez.  | Mukōgaoka-Yūen |
| Seijōgakuen-mae             | Espresso Semiespresso | Mukōgaoka-Yūen |
| Seijōgakuen-mae             | Espresso Tama         | Shin-Yurigaoka |
| L'espresso rapido non ferma |                       |                |